# Paul de Deaux
Paul de Deaux, mort en 1362 en Italie, est un prélat français  du XIVe siècle, évêque de Nîmes.

## Biographie
Il est issu d'une famille noble du diocèse d'Uzès qui a fourni un prélat à l'église d'Embrun (Bertrand de Deaux), et à laquelle vers cette même époque, l'église de Nîmes semble inféodée. 
Il a été moine à   Saint-Guilhem-le-Désert. Son oncle, le cardinal de Deaux, l'a  chargé en 1339 d'aller faire en son nom, à Montpellier, la publication des nouveaux statuts qu'à l'invitation de Benoit XII il vient de dresser pour la faculté de droit. 

Paul est nommé évêque de Nîmes en 1361. Il est un parent de son prédécesseur Jean de Blauzac. Mais Paul, retenu en Italie, y meurt l'année suivante sans avoir pris possession de l'évêché de Nîmes.